# 拡大自殺
拡大自殺（かくだいじさつ、英:extended suicide）とは殺人を行った後、あるいは同時に自殺する行為を言う。どのような状況を拡大自殺と呼ぶかについて、未だ一致した見解はないが、
a)　自分とは無関係である者を殺害した後に自殺した場合
b)　嫉妬妄想の対象を殺して自殺した場合
c)　愛し合う相手を殺して自殺した場合

d)　自分が死んだら家族が生きていけないと考えて家族を殺した後、自殺した場合（嬰児殺しを含む）
など、さまざまなケースが拡大自殺と呼ばれる。いずれの場合も、自殺が未遂となる場合もある。
英語には、extended suicideの他に、murder-suicide、homicide-suicideという用語もあり、ほぼ同義と言って良い。日本では、b)～d)に関して、無理心中と呼ばれる場合もある。

## 拡大自殺の定義
拡大自殺（extended suicide）の定義として、
1)　本人の死の意志
2)　1名以上の他者を相手の同意なく自殺行為に巻き込むこと
3)　犯罪と、他殺の結果でない自殺とが同時に行われること
4)　自己中心的な動機でなく、利他的な、あるいは偽利他的な動機から犠牲者を道連れにしようとしていること
5)　犯罪の結果について熟慮せずに自発的に行われていること
という基準が提案されている。
なお、警察による現場での射殺（超法規的殺人）を求めて無関係な他者の（大量）殺人を犯す場合は、間接自殺（警察による自殺）と呼ばれ、区別される。
Extended suicideに相当する用語が用いられた文献として確認されている最も古いものは、1908年のNackeのドイツ語の論文であるという。

## 各国での社会問題化

### アメリカ
アメリカでは1990年代以降に社会問題化した。その例が銃乱射事件で犯人は警察に射殺してもらって自殺を果たそうとするもので、俗に「スーサイドバイコップ（suicide by cop）＝警察による自殺」と呼ばれている。

### 日本
日本では2000年代以降に社会問題化した。
読売新聞は北新地ビル放火殺人事件が発生して間もない2021年12月26日に同事件を含む以下の事件を拡大自殺の例として報道している。
- 附属池田小事件
- 大阪個室ビデオ店放火事件
- 川崎市登戸通り魔事件
- 京王線刺傷事件
- 北新地ビル放火殺人事件

なお、上記のほかにも、犯人が犯行直後に自殺する殺人事件や、「死刑になりたかった」、「刑務所に行きたかった」という動機での殺人事件は多く発生している。